# Sándor Kopácsi
Sándor Kopácsi (ur. 5 marca 1922 w Miszkolcu, zm. 2 marca 2001 w Toronto) – jeden z przywódców powstania węgierskiego 1956.
Pracował jako robotnik, po II wojnie światowej został oficerem policji. W czasie powstania narodowego jesienią 1956 był współorganizatorem Gwardii Narodowej i członkiem Rewolucyjnego Komitetu Obrony Krajowej. W 1958 został skazany na dożywotnie pozbawienie wolności, jednak w 1963 go zwolniono. W latach 1975–1989 przebywał na emigracji w Kanadzie. Jest autorem wspomnień Węgry 1956. Trzynaście dni nadziei (1979, wyd. pol. 1981) i autobiografii Skazany na dożywocie (wyd. pol. 1990).